# Vásárhelyi József (lelkész, 1762–1830)
Vásárhelyi József (Tiszakeresztúr, 1762. – Boldva, 1830. szeptember 7.) református lelkész. 

## Életútja
Tanulmányait Debrecenben (ahol 1780. április 27-én lépett a felső osztályba) és Sárospatakon végezte. 1787. május 22-én Érszentkirályon rektorrá választották. 1790-ben a heidelbergi egyetemre ment, ahonnan két évvel később hazajött és rövid idei káplánkodás után lelkésszé választották Boldván, ahol haláláig szolgált. 69 éves korában hunyt el, hosszú betegség után.

## Műve
- A bölts keresztyén... Szathmáry Király Pál gyászos megtisztelésére Boldván 1807. Pünkösthava 18. Debreczen, 1807.

## Forrás
- Szinnyei József: Magyar írók élete és munkái XIV. (Telgárti–Zsutai). Budapest: Hornyánszky. 1914.